# Баальбергская культура
Баальбергская культура — локальный вариант культуры воронковидных кубков, существовавший около 3800—3500 гг. до н. э. в верхней и средней части Эльбы.
Рассматривается как культура-вторженец, происходящая из степной зоны, поэтому в контексте курганной гипотезы М. Гимбутас и её последователей рассматривается как ранняя индоевропейская культура. Дж. П. Мэллори предпочитает рассматривать данную культуру как автохтонную.
Сведения о культуре полностью почерпнуты из погребений, которых найдено около 200. Погребения совершались в курганах, в которых могли производиться многократные дозахоронения. Основное захоронение могло быть внутри каменной цисты, со смешанными погребальными дарами; обнаружена типичная керамика культуры боевых топоров, а также отдельные образцы граничившей с востока и юга баденской культуры и культуры Бодрогкерестур. Тело укладывалось положении, типичном для «ямной культуры», то есть в согнутом на правом боку. Позднее места погребений баальбергской культуры повторно использовались более поздними культурами — шаровидных амфор, унетицкой и рядом других, однако положение рук на рот нехарактерно для курганных культур.
Кроме того, против отождествления баальбергской культуры с курганной говорит тот факт, что типичные для степей формы курганов в культуре не представлены, а антропологические данные покойных указывают скорее на местное, а не восточное происхождение. Также не замечено избыточного использования охры, характерного для восточных погребений.

## Палеогенетика
У представителя баальбергской культуры из немецкого Кведлинбурга (№ I0559), жившего 3645—3537 лет до н. э., была определена Y-хромосомная гаплогруппа R*? и митохондриальная гаплогруппа HV6’17.